# Římskokatolická farnost Hořice na Šumavě
Římskokatolická farnost Hořice na Šumavě je územním společenstvím římských katolíků v rámci českokrumlovského vikariátu českobudějovické diecéze.

## O farnosti

### Historie
Hořice byly od roku 1290 v majetku vyšebrodských cisterciáků. Farní kostel byl původně raně gotický, do současné podoby byl přestavěn v letech 1483–1510, klenutí v presbytáři je datováno letopočtem 1487. V roce 1741 začaly být vedeny matriční záznamy a roku 1787 byl zrušen původní hřbitov, rozkládající se kolem kostela (zčásti se dodnes zachovala jeho obvodová zeď). V průběhu 20. století přestal být do farnosti ustanovován sídelní kněz.

### Současnost
Hořická farnost je součástí farního obvodu (kollatury) Český Krumlov. Ve farnosti se konají proslulé Pašijové hry, jejichž zdejší historie sahá do roku 1816.
| Kostel              | Místo            | Bohoslužba | Bohoslužba | Poznámka     |
| ------------------- | ---------------- | ---------- | ---------- | ------------ |
| Kostel sv. Kateřiny | Hořice na Šumavě | neděle     | 11.15      | farní kostel |